# 市村昌治
市村 昌治（いちむら しょうじ、1930年9月7日 - ）は、日本の男性俳優、声優。東京府（現：東京都）出身。

## 来歴
1950年、東京演技アカデミー演劇科に入学。1953年1月に劇団東芸に入団し1956年8月に退団。同年9月にテアトル・エコーに入団。その後は赤坂プロ、エヌ・エー・シー、中里事務所に所属していた。
独特の顔つきで時代劇では主に盗人やヤクザ者など小悪党的な悪役をはじめ、アクの強い役どころを数多く演じた。またそのイメージを逆手に取り、コミカルでひょうきんな善人役も演じることもあった。
テアトル・エコー在籍時は声優としてもアニメや吹き替えの分野で広く活躍した。

## 出演

### テレビドラマ
- 忍者部隊月光（CX / 国際放映）
  - 第54・55話「デッド音波作戦」（1964年） - 寺木
  - 第96・97話「ブラッド・プラン作戦」（1965年） - マキューラの配下
- 特別機動捜査隊（NET / 東映）
  - 第126話「天使の乳房」（1964年） - 田辺浩
  - 第370話「挑戦」（1968年）
  - 第439話「同姓同名」（1970年）
  - 第444話「愛の巡礼」（1970年） - 牛乳屋
  - 第494話「娼婦の流れ唄」（1971年） - 仙太
- 鉄道公安36号 第98話「貧しき償い」（1965年、NET / 東映）
- われら九人の戦鬼（1966年、NET / 東映） - 百平太 ※レギュラー
- 銭形平次（CX / 東映）
  - 第7話「濡れた千両箱」（1966年） - 勘次
  - 第141話「金色の指」（1969年） - 京助
  - 第175話「月夜に消えた娘」（1969年） - 伝次
  - 第196話「木枯しの女」（1970年） - 庫三
  - 第781話「万七親子が夢見た女」（1981年） - 銀次
- 仮面の忍者 赤影（1967年、KTV / 東映） - かげろう三兄弟・つむじ
- 水戸黄門（TBS / C.A.L） 
  - 第1部 第19話「どっこい生きてた」（1969年） - 丈八の子分
  - 第3部
    - 第3話「雲助珍道中 -箱根-」（1971年） - 遠州の寅
    - 第24話「女海賊とにせ黄門 -平戸-」（1971年） - 海賊 三造

  - 第4部 第10話「あの紅が憎い -天童-」（1973年） - 鹿渡りの伝八
  - 第6部 第30話「希望の灯 ‐成田‐」（1975年） - 銀次
  - 第7部 第8話「ちゃんの土俵入り -青森-」（1976年） - ウツボの源太
  - 第8部 第27話「熱湯に浸った悪い奴 -別府-」（1978年） - 源次
  - 第12部 第16話「瀬戸の夕映え花嫁 ‐広島-」（1981年） - 蟹平
  - 第14部
    - 第13話「恐怖!凶賊卍衆 -久保田-」（1983年） - 地六
    - 第37話「野望を断った天下の名刀 -高松-」（1984年） - 新堂の小南

  - 第16部 第1話～第3話、第6話～第7話、第9話～第10話（1986年） - 竜神坊
- 東芝日曜劇場 一本刀土俵入り（1969年、TBS） - 北谷
- プロフェッショナル 第9話「戦争セールスマン!」（1969年、TBS / 国際放映）
- 素浪人 花山大吉 第22話「胴より首が長かった」（1970年、NET / 東映） - 大吉
- ザ・ガードマン 第277話「銀行ギャングのふるさとは墓場」（1970年、TBS / 大映テレビ）
- 鬼平犯科帳'71 第3話「兇賊」（1971年、NET / 東宝） - 友吉
- おらんだ左近事件帖 第5話「叶屋おしま」（1971年、CX / 東宝） - 五郎次
- 笹沢佐保 峠シリーズ 第2話「狂女が唄う信州路」（1972年、CX / C.A.L）- 忠次
- 世なおし奉行 第17話「大利根の夜明け」（1972年、NET / 東映） - 房吉
- 二人の素浪人 第18話「剣に砕けた密航船」（1972年、CX / 東映） - 仙太
- 太陽にほえろ!（NTV / 東宝）
  - 第16話「15年目の疑惑」（1972年） - 柴田
  - 第160話「証言」（1975年） - 疋田
  - 第369話「その一言」（1979年）
- プレイガールシリーズ（12ch / 東映）
  - プレイガール
    - 第33話「ギャング子守唄」（1969年）
    - 第228話「怪談 美女の亡霊が欲情に燃えた」（1973年） - 章太郎

  - プレイガールQ
    - 第7話「恐怖のフラメンコ」（1974年） - 金丸
    - 第16話「ゴルフ場の謎の怪事件」（1975年） - 川添
- 雑居時代 第4話「マダム事始め」（1973年、NTV / ユニオン映画） - 私立探偵
- ダイヤモンド・アイ 第10話「モージンガー大反撃」（1973年、NET / 東宝） - モージンガー/ホーク
- 荒野の素浪人（第二部）第28話「異人武士道」（1974年、NET / 三船プロ） - 内山
- 伝七捕物帳（NTV / ユニオン映画）
  - 第51話「兄いずこ涙の辻占」（1974年）
  - 第88話「嘘から出た真実」（1975年） - 地廻り
  - 第91話「酔いどれ芸者の心意気」（1975年） - 胴元
  - 第118話「飛び込んできた女狐」（1976年） - 乞食
  - 第130話「涙にぬれた罪の花」（1976年） - 甚八
  - 第148話「実る情の職人気質」（1977年） - 権太
- 暗闇仕留人 第24話「嘘つきにて候」（1974年、TBS / 松竹） - 三次
- 大岡越前（TBS / C.A.L）
  - 第1部　第15話　「折鶴殺人事件」 (1970年) - 音吉
  - 第4部 第18話「似顔絵の女」（1974年） - 向こうみずの三吉
  - 第5部 第23話「裁けなかった恋の道」（1978年） - 丁の目の半次
  - 第7部 第17話「脱走者を待つ女」（1983年） - 弥平
  - 第9部 第9話「死体が消えた藪地獄」（1985年）- 岩松
- NHK大河ドラマ
  - 勝海舟 第26話「攘夷」（1974年） - 男
  - 元禄太平記 第2話「大奥の女たち」（1975年） - 喜作
  - 風と雲と虹と（1976年）- 盗賊
  - 花神（1977年） - 貞永文右衛門
- 鬼平犯科帳'75 第1話「用心棒」（1975年、NET / 東宝） - 盗賊
- 俺たちの勲章 第12話「海を撃った日」（1975年、NTV / 東宝）
- ザ★ゴリラ7 第16話「軍用拳銃密売人」（1975年、NET / 東映）
- 破れ傘刀舟悪人狩り 第47話「噂の大地震」（1975年、NET / 三船プロ） - 弥吉
- 十手無用 九丁堀事件帖 第6話「鶴のかんざし」（1975年、NTV / 東映）
- 新 木枯し紋次郎 第10話「鴉が三羽の身代金」（12ch / C.A.L）- 溜池の勘吉
- 花王 愛の劇場 名もなく貧しく美しく（1976年、TBS）
- 隠し目付参上 第13話「右も左も真っ暗闇か」（1976年、毎日放送 / 三船プロ） - 茂蔵
- 気まぐれ天使 第26話「マタ・ハリ恋に死す」（1976年、NTV / ユニオン映画）
- マチャアキの森の石松 第24話「枕四国さぬきで初体験」（1976年、NET / 国際放映）
- 五街道まっしぐら! 第4話「美女丸の怪」（1976年、NET / 東映）
- 痛快!河内山宗俊 第25話「桜吹雪江戸の夕映え」（1976年、CX / 勝プロダクション） - マムシの甚造
- 桃太郎侍（NTV / 東映）
  - 第11話「夜桜小僧 闇に哭く」（1976年） - 彦三
  - 第57話「達磨と鬼神がやって来た!」（1977年） - 五郎助
  - 第111話「戻った記憶が呼んだ鬼 」（1978年） - 丈八
  - 第149話「仁兵衛が惚れたお母ちゃん」（1979年） - 仙吉
  - 第187話「旅は道連れ世は無情」（1980年）
- 江戸の旋風シリーズ（CX / 東宝）
  - 同心部屋御用帳 江戸の旋風II
    - 第4話「帰って来た女」（1976年4月22日）
    - 第19話「女掏摸の恋」（1976年8月5日）
    - 第35話「帰って来た男」（1976年11月25日）

  - 同心部屋御用帳 江戸の旋風（第3シリーズ）
    - 第5話「本所おいてけ堀」（1977年5月5日）
    - 第17話「ほたるの歌」（1977年8月25日）
    - 第36話「めおと提燈」（1978年1月19日）

  - 同心部屋御用帳_江戸の旋風（第4シリーズ）
    - 第10話「岡っ引の娘」（1979年1月18日）
- 破れ奉行 第15話「深夜の水門大爆破」（1977年、ANB / 中村プロ） - 辰吉
- 特捜最前線 第27話「その愛のゆくえ」（1977年、ANB / 東映）
- 土曜ドラマ「松本清張シリーズ・たずね人」（1977年、NHK） - 本木刑事
- 江戸を斬る（TBS / C.A.L）
  - IVシリーズ（1979年）
    - 第5話「からくり焦熱地獄」 - 六造
    - 第11話「娘軽業師危機一髪」 - 秀

  - Vシリーズ（1980年）
    - 第2話「娘軽業決死の仇討」 - 三次
    - 第25話「嵐にひそむ非情の罠」 - 兼吉
- 吉宗評判記 暴れん坊将軍（ANB / 東映）
  - 第12話「紀州から来た凄い女」（1978年） - 丑松
  - 第76話「正体見たり枯尾花」（1979年） - 仙造
  - 第116話「死んで花実の咲いたやつ」（1980年） - 弥市
- 暴れん坊将軍II
  - 第89話「八丁堀師走の恋唄」（1984年） - 市松
  - 第153話「あかりが欲しい! 恋の辻占」（1986年） - 松蔵
- 大追跡 第15話「黒い影」（1978年、NTV / 東宝）
- 新五捕物帳 第36話「黒いかわら版」（1978年、NTV / ユニオン映画） - 安
- 若さま侍捕物帳（1978年、ANB / 前進座＝国際放映）
  - 第3話「参上!! 涙の大脱走」 - 囚人・平助
  - 第5話「参上!! 地獄花」 - 権八
- 江戸の渦潮 第3話「命の泉いつまでも」（1978年、CX / 東宝） - 左文字屋手代 弥七
- 西遊記 第25話「妖怪帝国突破大作戦」（1978年、NTV / 国際放映） - 関門長官
- 騎馬奉行 第5話「大川に咲いた毒の花」（1979年、KTV / 東映）
- 大都会 PARTIII 第18話「マフィア・ジャパン・スタイル」（1979年、NTV / 石原プロ） - 情報屋
- 雲霧仁左衛門 第1話「初夜に賭ける凄い奴ら」、第2話「牢に火を放て!」（1979年、KTV / 松竹） - 留次郎
- ミラクルガール 第18話「水着美女・湖上の決戦」（1980年、12ch / 東映） - 大山
- 柳生あばれ旅（1980年、ANB / 東映）
  - 第11話「夜霧に情が燃えた -見附-」 - 猿丸
  - 第23話「必殺おんな馬小歌 -土山-」 - 銀三
- 旅がらす事件帖 第7話「嵐の中の用心棒」（1980年、KTV / 国際放映） - マムシ
- ザ・ハングマン 第40話「トルコ風呂 密室殺人」（1981年、ABC / 松竹芸能）
- それからの武蔵 第6話「激闘・毘沙門岳」（1981年、TX / 中村プロ）
- 走れ!熱血刑事 第18話「はめられた恐怖」（1981年、ANB / 勝プロ）
- 大江戸捜査網 第3シリーズ 第517話「孤島に燃える!悲恋の挽歌」（1983年、TX / 三船プロ） - 覚円
- 刑事物語'85 第1話「殺意のいたずら電話」（1985年、NTV / ユニオン映画） - 南沢
- 消えた箱船（1988年、TBS）
- 長七郎江戸日記 第2シリーズ 第53話「下総一ノ瀬変り桝」（1989年、NTV / ユニオン映画） - まむしの参次

など

### 映画
- どぶ（1954年、新東宝）
- 燃える上海（1954年、新東宝）
- 真昼の暗黒（1956年、独立映画社） - 井上刑事
- 第五福竜丸（1959年、大映） - 近藤次郎
- どですかでん（1970年、東宝） - みさおに声をかける男
- 沖田総司（1974年、東宝） - 下ッ引き
- マルサの女2（1988年、東宝） - 奈々の父親
- あげまん（1990年、東宝） - 置屋雛千代箱屋

### テレビアニメ
- 鉄腕アトム（1963年） - リンタロー（林太郎）
- エイトマン（1963年）
- W3（1965年）
- ジャングル大帝（1965年） - ホリホリ、ハーリー

### 吹き替え

#### 映画
- 恐怖の報酬（ビンバ〈ペーター・ファン・アイク〉）※NET版
- 太陽に向って走れ（Dr.ヴァン・アンダース〈ペーター・ファン・アイク〉）※NET版
- 幻の馬（ファブレー〈フェルナン・ルドゥー〉）

#### ドラマ
- コンバット! #129（カール・ミュラー〈ピーター・ハスケル〉） #135（若い兵士〈ディック・ミラー〉）
- スパイ大作戦 大量殺戮者（ラズロフ〈チャールズ・マックスウェル〉）
- 逃亡者 #100（保安官〈マルコム・アタベリー〉）
- ミステリーゾーン（アームブルースター）
- ローハイド（フラッグ/チャールズ・グレイ）

#### 人形劇
- サンダーバード スパイにねらわれた原爆（ウィリアム・フレイザー卿）
- サンダーバード 劇場版
- スーパーカー 人質